# 黑髮大人的晚餐
《黑髮大人的晚餐》是Minato Carnival World開發的文字冒險遊戲，於2022年1月21日由JAST USA在Steam發行，2022年3月17日登陸任天堂Switch。故事講述鎌倉胴丸被妖怪「黑髮大人」附身，在對方的命令下與同伴一起狩獵妖怪，進貢妖怪的食材。

## 遊戲設計
故事的舞台是2019年夏天的神奈川縣南部架空城市「湘南市」，城市原型是鎌倉市。這是一個妖怪存在的世界，由於只有少數人類知曉他們的存在，所以並沒有形成專門組織對抗妖怪。玩家扮演漫畫家鎌倉胴丸，為了取材加入了比企那須加和朝比奈鎮組成的怪談研究組織，在一次探索中三人遇到處於封印中的黑髮大人，在對方的命令下與同伴一起狩獵妖怪，進貢妖怪的食材。胴丸被黑髮大人附身獲得部分的能力，能力使用有靈力限制，可以通過休息恢復靈力。玩家需要在有限的回合內在城市各處收集情報，和不同的妖怪接觸。部分場景有快速反應事件，每次行動可以選擇獨自行動，或與任一同伴行動。根據玩家的行為遊戲會走向不同結局，用心收集食物，黑髮大人恢復力量後會打破封印，主人公等人獲得了自由；若不斷尋找對抗黑髮大人的方法，累積足夠力量後，主人公會在有外援的情況下徹底封印黑髮大人；若有意識改善與黑髮大人的關係，主人公也可以成為黑髮大人的朋友甚至是戀人。

## 登場角色
鎌倉胴丸
連載漫畫家，由於作品反響不佳，決定嘗試怪談方面的內容。被黑髮大人附上後，負責狩獵妖怪，進貢妖怪的食材。
比企那須加（聲：諏訪彩花）
鎌倉胴丸的青梅竹馬和漫畫助手，同時是怪談組織的一員，推薦胴丸加入怪談組織。有妖怪的血脈，力大無窮。
朝比奈鎮（聲：石谷春貴）
怪談組織的會長，團隊中的智囊，知曉不少怪談的信息。
黑髮大人（聲：名塚佳織）
曾經是某個陰陽師的式神，後擁有自我意識掙脫了陰陽師的控制。後來被陰陽師後人封印，只能通過封印的縫隙以黑髮吸取靈力，在現代成為都市傳說「黑髮大人」。

## 開發及發行
《黑髮大人的晚餐》是日本遊戲開發公司Minato Soft新成立的品牌Minato Carnival World的首部作品，貴博擔任遊戲的設計和劇本，則負責美術和角色設計，兩人曾在Minato Soft另一個品牌Minato Carnival中合作開發過《辻堂小姐的純潔處女之路》。JAST USA於2021年12月31日宣佈負責遊戲的海外發行，並公佈首部英文預告片，遊戲於2022年1月21日在JAST USA自家商店、Steam和GOG.com上發佈。開發商原定遊戲於2月份登陸任天堂Switch，後延期至3月17日。

## 評價
3DM評論員海涅認為遊戲的選材具有一定吸引力，但是遊戲的玩法設計不佳，角色的塑造和怪談的描述也不夠深入。他批評遊戲整體設計「敷衍」、「粗糙」，「不仅体现在角色间的台词，同时也体现在游戏的方方面面。比如重复利用的图片素材，过于平铺直叙的故事，以及公式化的流程」。

## 外部連結
- 官方网站
- 黑髮大人的晚餐的X（前Twitter）
- 《黑髮大人的晚餐》在視覺小說數據庫的頁面 （英文）